# مایلز برایت
مایلز برایت (انگلیسی: Myles Bright؛ زادهٔ ۱۸ اکتبر ۲۰۰۲) بازیکن فوتبال است.